# Casas Grandes, Chihuahua
Casas Grandes är en ort i Mexiko.   Den ligger i kommunen Casas Grandes och delstaten Chihuahua, i den nordvästra delen av landet, 1 500 km nordväst om huvudstaden Mexico City. Casas Grandes ligger 1 476 meter över havet och antalet invånare är 4 124.
Terrängen runt Casas Grandes är platt åt nordost, men åt sydväst är den kuperad.  Trakten runt Casas Grandes är nära nog obefolkad, med mindre än två invånare per kvadratkilometer. Närmaste större samhälle är Nuevo Casas Grandes, 5,6 km nordost om Casas Grandes. Omgivningarna runt Casas Grandes är i huvudsak ett öppet busklandskap.